# Possiolok imeni Karla Liebknekhta
Possiolok imeni Karla Liebknekhta (en russe : Посёлок имени Карла Либкнехта) est une commune urbaine du raïon de Kourtchatov dans l'oblast de Koursk, en Russie. Sa population s'élevait à 7 969 habitants au recensement de 2021.

## Géographie
La commune urbaine de Possiolok imeni Karla Liebknekhta se situe dans l'oblast de Koursk, un oblast de la partie européenne de la Russie. La commune urbaine fait partie du raïon de Kourtchatov, avec Kourtchatov comme centre administratif.

## Démographie
Recensements (*) et estimations de la population :
| 2002 * | 2010* | 2021* | - |
| ------ | ----- | ----- | - |
| 8 216  | 7 682 | 7 969 | - |